# タマン半島

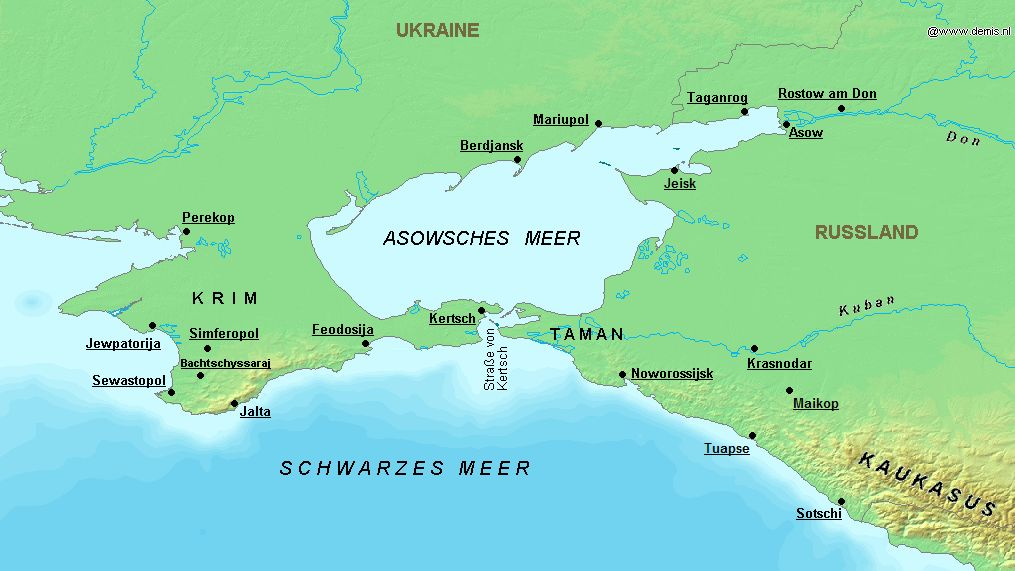
アゾフ海の地図

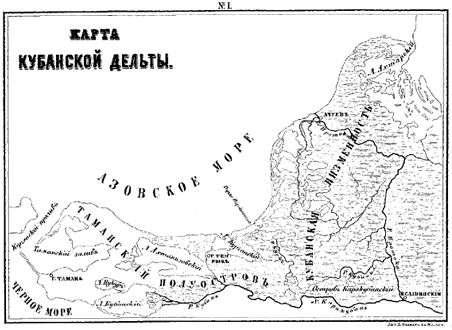
タマン半島の地図（1870年）

タマン半島（タマンはんとう、英語: Taman Peninsula、ロシア語: Таманский полуостров）は、ロシア南部のクラスノダール地方にある半島。北のアゾフ海と南の黒海を分けるように東から西へ向かって伸びており、西はケルチ海峡を隔ててクリミア半島（クリミア共和国）と向かい合っている。クバン川が注ぎ込んでおり、半島各地には泥火山が見られ、天然ガスや石油も埋蔵されている。
ポントスから渡ってきたギリシア人がこの半島にヘルモナッサ（Hermonassa, Germonassa）やファナゴリア（Phanagoria）といった植民都市を築き、後にはハザールやキエフ大公国の都市トムタラカン（Tmutarakan）も築かれた。現在は港湾都市テムリュクが半島北部のクバン川河口付近にある。また半島の南の付け根にはリゾート都市アナパがある。

## 歴史
古代ギリシアの文献には、マエオタエ（マイオタイ人、Maeotae）やシンディ（シンドイ人、Sindi）といった先住の民族の名がみられる。ここにギリシア人たちが植民市を築き交易をおこない、後にはボスポロス王国の一部となった。
4世紀にはフン族がこの周囲を征服し、その後は大ブルガリアが、さらに7世紀半ばにはハザールが支配した。969年頃にハザール・ハン国が分解すると一時的にハザール・ユダヤ人の後継国家が建ったが、980年代末にキエフ・ルーシが半島を征服しスラブ人の国・トムタラカン公国が成立した。さらに1100年頃にはキプチャクが、1239年にはモンゴル帝国が侵入し、1419年にはジェノヴァ共和国の商人がタマン半島を含む黒海北岸に植民地を築いた。
15世紀を通して、クリミア半島に築かれたジェノヴァの都市・ガツァリア（Gazaria）に拠点を置く、ユダヤ系ジェノヴァ人のギゾルフィ家（Guizolfi, Ghisolfi）が、サン・ジョルジョ銀行の監督下でタマン半島を支配した。彼らはユダヤ人の執政官を通じてタマン半島を治めたが、彼らの存在は後に、ハザールのユダヤ教徒がこの時代までロシア南部に残っていたかどうかを巡る論争の元となっている。1483年にはクリミア・ハン国がタマン半島を征服し、1783年にはオスマン帝国領となった。第二次露土戦争のさなかの1791年にロシア帝国がタマン半島を占領し翌年にはオスマン帝国に返還したが、1828年にはアドリアノープル条約でロシア領となった。ロシア領となったばかりの頃はタマン半島は人影はまばらで、入植したクバーニ・コサックが築いた集落（スタニツァ）タマン（Taman）が最大の町であったが、港湾都市のテムリュクがタマンに代わり最大の町となった。
独ソ戦ではドイツ国防軍が1942年にブラウ作戦の過程でタマン半島を占領したが、翌1943年に赤軍が奪還している。